# Șeica Mică
Șeica Mică (in dialetto sassone Klîšielken, in latino Selk minor, in ungherese Kisselyk, in tedesco Kleinschelken) è un comune della Romania di 1726 abitanti, ubicato nel distretto di Sibiu, nella regione storica della Transilvania. 
Il comune è formato dall'unione di 2 villaggi: Soroștin e Șeica Mică.
Di un certo interesse è il Tempio evangelico fortificato, costruito ai primi del XV secolo; si tratta di un edificio in stile tardo-gotico, con tre navate e abside poligonale.